# Reppe
Reppe es una comuna francesa situada en el departamento del Territorio de Belfort, de la región de Borgoña-Franco Condado.
Los habitantes se llaman Reppois.

## Geografía
Está ubicada a 12 km al este de Belfort et fronteriza del Alto Rin.

## Historia
Entre 1871 y 1918, estaba en la frontera con Alemania.

## Demografía
| 207 | 185 | 187 | 214 | 241 | 235 | 270 | 332 |
| Para los censos de 1962 a 1999 la población legal corresponde a la población sin duplicidades (Fuente: INSEE [Consultar]) |     |     |     |     |     |     |     |